# کشته‌شدن ساسان قربانی
ساسان قربانی (۱۸ تیر ۱۳۷۰ – ۳۰ شهریور ۱۴۰۱) یک معترض ایرانی بود که در ۳۰ شهریور ۱۴۰۱ در رضوان‌شهر و در جریان خیزش انقلابی ۱۴۰۱ ایران با شلیک چند تیر جنگی مأموران جمهوری اسلامی کشته شد.

## زندگی
ساسان قربانی، کارگر (آهنگر)ی بود که به‌گفته نزدیکانش انسانی شاد، محبوب، زحمت‌کش، مردم‌دوست و مهربان بود. خانواده او قصد داشتند در چند ماه آینده به خواستگاری دختری بروند که ساسان عاشقش بود. او در شب سال‌روز تولد پدرش کشته شد.

## کشته‌شدن
ساسان قربانی در شامگاه ۳۰ شهریور ۱۴۰۱ و
در مقابل کلانتری رضوان‌شهر در حالی که داشت به یکی از معترضان زخمی‌شده کمک می‌کرد
هدف شلیک مستقیم گلوله جنگی نیروهای امنیتی
و از ناحیه شکم و ران، زخمی شد و مأموران امنیتی به‌جای انتقالش به بیمارستان، او و برادرش (سامان) را به داخل کلانتری برده و مورد ضرب و شتم قرار دادند.
سامان بر اثر خون‌ریزی شدید و جلوگیری از رسیدگی پزشکی، کشته شد.
مادر ساسان بعد از کشته‌شدن پسرش افسرده شده و حتی یک بار دست به خودکشی (ناموفق) زد.

## اهمال و فریب‌کاری حکومت
مأموران نیروی انتظامی برای گمراه کردن به خانواده ساسان قربانی گفته بودند که از کردستان و کرمانشاه آمده بودند و به سمت معترضان در رضوان‌شهر تیراندازی کردند. مأموران جمهوری اسلامی با کتک زدن بردار ساسان و جلوگیری از انتقال ساسان به بیمارستان باعث خون‌ریزی شدید و مرگ او شدند؛ همان‌طور که از اهدای خون مردم تجمع‌کننده جلو سازمان انتقال خون به ساسان جلوگیری کردند.

نیروهای امنیتی اجازه نمی‌دادند که تیم پزشکی، کارشان را انجام دهند؛ به گفته یک منبع آگاه: 
«گروه خونی ساسان، اُ منفی بود و برادرش همان گروه خونی را دارد و حتی در بیمارستان گفت که من خون می‌دهم؛ اما باز هم موافقت نشد. بعد از اینکه به بیمارستان پورسینا رشت رسیدیم نیروهای امنیتی، دیگر ما را راه ندادند و گفتند که او فوت کرده است؛ اما خانم پرستاری که آنجا حضور داشت داد زد و گفت که این جوان هنوز علائم حیاتی دارد و زنده است. چطور شما می‌گوئید که زنده نیست؟!»

رئیس کلانتری رضوان‌شهر به سامان، برادر ساسان، گفت که به مقامات نامه نوشته‌ایم که ساسان را شهید اعلام کنند؛ برادر ساسان هم در جواب می‌گوید: 
«خودتان می‌زنید [می‌کُشید] و خودتان هم شهید اعلام می‌کنید؟!»

## خاکسپاری
نیروهای امنیتی، بار اول، برای تحویل دادن جنازه، درخواست پول کردند
بعد از مدتی پیگیری، سرانجام، روز ۱ مهر، پیکر ساسان قربانی را به خانواده‌اش تحویل دادند و بعد از منت‌گزاری گفتند که ما داریم به شما لطف می‌کنیم که جنازه را تحویل می‌دهیم؛ (مراکز امنیتی) در شهرهای دیگر جنازه‌ها را تحویل نمی‌دهند، یا پول می‌گیرند تا جنازه را تحویل دهند یا خودشان جنازه‌ها را دفن می‌کنند و بعد، مکان دفن را به خانواده‌ها اعلام می‌کنند.
نیروهای امنیتی در روز مراسم خاکسپاری با دوربین از مردم فیلم‌برداری می‌کردند و همه را تحت نظر داشتند.